# Нідертребра
Нідертребра (нім. Niedertrebra) — громада в Німеччині, розташована в землі Тюрингія. Входить до складу району Ваймарер-Ланд.
Площа — 8,98 км2. Населення становить 749 ос. (станом на 31 грудня 2021).